# بخش آکسفورد (شهرستان کوشوکتون، اوهایو)
بخش آکسفورد (به انگلیسی: Oxford Township) یک منطقهٔ مسکونی در ایالات متحده آمریکا است که در شهرستان کوشاکتن، اوهایو واقع شده‌است.
 بخش آکسفورد ۶۶٫۸ کیلومتر مربع مساحت و ۱٬۵۲۷ نفر جمعیت دارد و ۲۴۴ متر بالاتر از سطح دریا واقع شده‌است.